# Asterix e il giro di Gallia
Asterix e il giro di Gallia (Le Tour de Gaule d'Astérix) è la quinta storia a fumetti della serie Asterix, creata da René Goscinny (sceneggiatura) e Albert Uderzo (disegni). La sua prima pubblicazione in volume in lingua originale risale al 1965. È la prima storia in cui compare il cagnolino Idefix, che diverrà un comprimario fisso della serie in tutti gli albi successivi.

## Trama

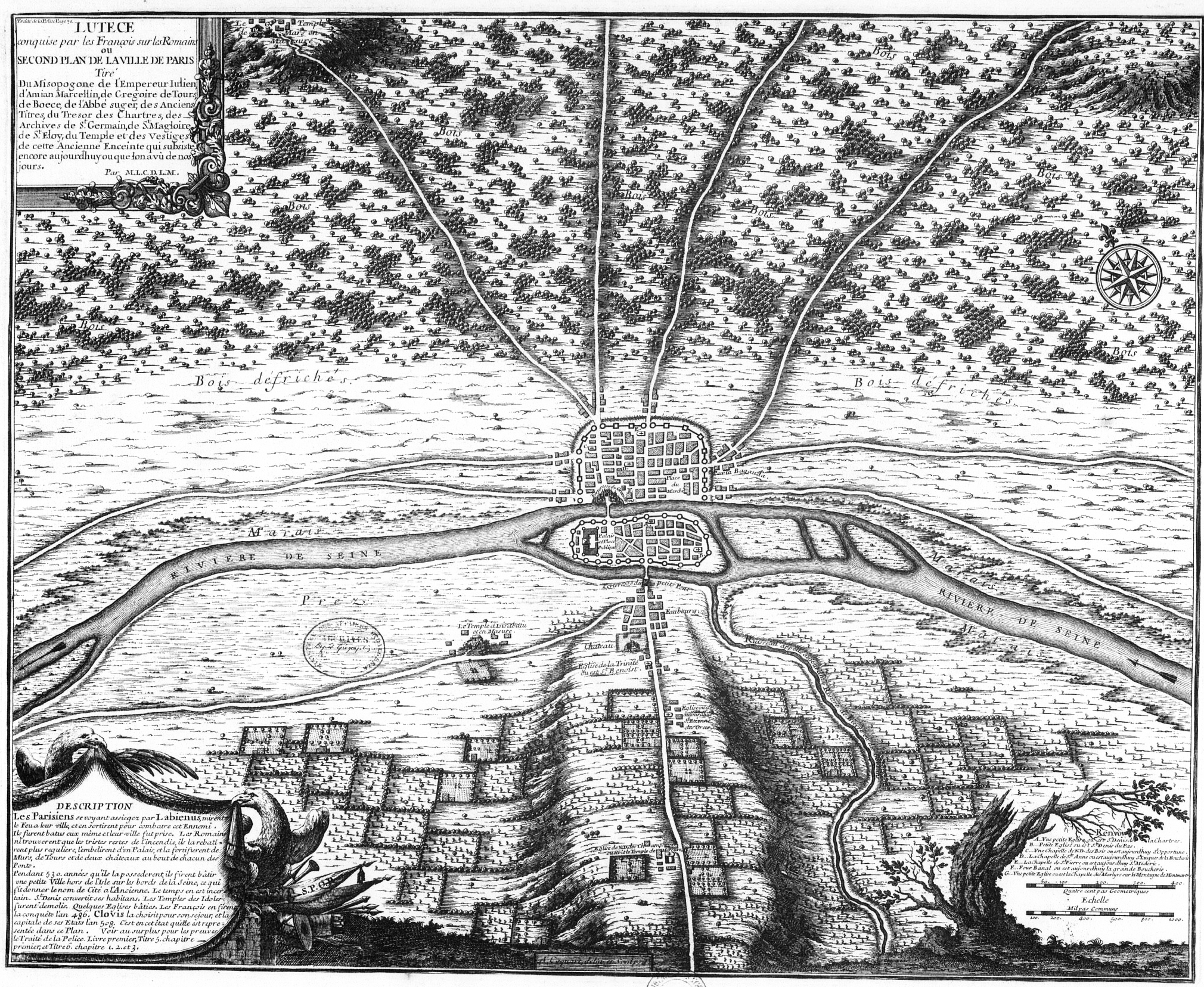
L'antica Lutezia, una delle tappe del "Giro di Gallia" di Asterix e Obelix

Dopo l'ennesima sconfitta da parte degli irriducibili Galli armoricani, il prefetto romano Lucius Fiordilotus decide di recintare il loro villaggio con una palizzata, per isolarli. Asterix, per nulla disposto ad accettare questa imposizione, ingaggia con il prefetto in una singolare sfida, affermando di riuscire a compiere l'intero giro della Gallia malgrado l'opposizione dell'esercito romano, riportando al villaggio delle specialità culinarie delle diverse città galliche. Fiordilotus accetta, impegnandosi, in caso di sconfitta, a riconoscere la disfatta e a smontare l'assedio. Per Asterix e Obelix inizia così un nuovo viaggio, che li porterà a toccare le principali città della Gallia, alla fine i due, nonostante le legioni e gli infidi complotti dei Romani, riusciranno nell'impresa, allestendo infine un banchetto di fronte allo sconfitto Fiordilotus. Durante la realizzazione della storia gli autori rimaneggiarono diverse volte questo itinerario: per esempio in una delle prime bozze esso veniva percorso dai protagonisti in senso opposto a quello visto nella versione finale. Inoltre, inizialmente Goscinny e Uderzo avrebbero volute far visitare ad Asterix e Obelix più città, fra cui Caesarodunum (Tours), celebre per il paté rillettes, Vesunna (Périgueux), celebre per il foie gras, Baeterraa (Béziers), celebre per il vino, e molte altre; queste località non trovarono però spazio nella versione definitiva dell'albo.
Le tappe del giro sono le seguenti:
- Rotomagus (Rouen)[4], in cui i protagonisti non comprano specialità, ma si imbarcano via fiume per raggiungere Lutezia
- Lutetia (Parigi)[5], la cui specialità è il prosciutto
- Caramacum (Cambrai)[6], la cui specialità sono delle caramelle, le Bêtise de Cambrai, ribattezzate nell'adattamento italiano "sciocchezze"
- Durocortorum (Reims)[7], la cui specialità è il vino champagne
- Divodurum (Metz)[8], in cui i due non fanno in tempo a comprare specialità, a causa di un contrattempo con i Romani
- Lugdunum (Lione)[9], la cui specialità sono salame e chenelle (quenelle)
- Nicae (Nizza)[10], la cui specialità è l'insalata, la celebre nizzarda (salade niçoise)
- Massilia (Marsiglia)[11], la cui specialità è la bouillabaisse, una zuppa di pesce
- Tolosa[12], la cui specialità è la salsiccia
- Aginum (Agen)[13], la cui specialità sono le prugne secche
- Burdigala (Bordeaux)[14], la cui specialità è vino bianco e ostriche
- Gesocribate (Le Conquet)[15], porto in cui i due protagonisti sbarcano da una nave che aveva dato loro un passaggio in Armorica, per poi fare ritorno al villaggio

Le tappe del "Giro di Gallia" di Asterix e Obelix (percorso in senso orario).

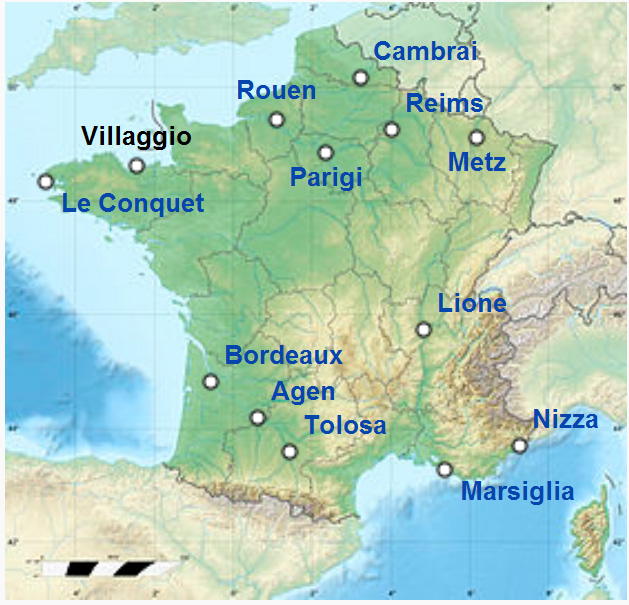
Le tappe del "Giro di Gallia" di Asterix e Obelix (percorso in senso orario)

## Personaggi principali
I personaggi presenti nella storia più rilevanti ai fini della trama sono:
- Asterix: ben determinato a difendere il diritto dei suoi compatrioti a muoversi liberamente in Gallia, in sfida al Prefetto Fiordilotus si impegna a compiere l'intero giro della sua nazione. Grazie al suo ingegno, e all'immancabile fiala di pozione magica fornitagli dal druido Panoramix, riesce nell'impresa
- Obelix: come sempre si dimostra pronto a seguire l'amico nelle sue imprese, ancor più quando si tratta di sconfiggere i Romani
- Lucius Fiordilotus (Lucius Fleurdelotus): Prefetto romano di Gallia, giunge in Armorica deciso a ripristinare l'ordine, ma assiste all'ennesima sconfitta dei suoi soldati. Decide allora di recintare il villaggio per isolarne gli abitanti ma, sfidato da Asterix, nel finale va incontro a una definitiva sconfitta
- Idefix: il cagnolino, fedele amico di Obelix, fa in questo albo la sua prima apparizione. Ancora senza nome (che gli verrà assegnato solo nell'avventura successiva, Asterix e Cleopatra, e in seguito a un sondaggio fra i lettori della rivista Pilote[2]), esordisce nella tavola 9, fuori da una salumeria di Lutetia. Attirato dall'odore del prosciutto portato da Asterix e Obelix, inizia a seguire, non visto, la coppia per tutto il viaggio: solo nel finale, giunto al villaggio, Obelix si accorge di lui, lo adotta e gli dona un osso.

## Riferimenti storici e citazioni
Nella storia vengono parodiate personaggi e caratteristiche della Francia moderna come ad esempio il traffico che caratterizza la città di Parigi (Lutetia) o le labirintiche strade del centro storico di Lione (Lugdunum), in cui i Romani si perdono irrimediabilmente; sempre a Lione, Figliastrix (Beaufix in originale), capo della resistenza cittadina, è un omaggio all'importanza che la città francese ebbe nella Resistenza all'occupazione nazista durante la II guerra mondiale.

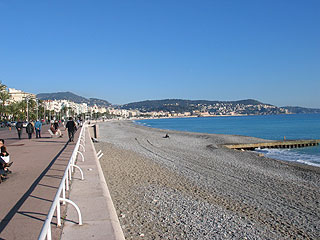
La Promenade des Anglais di Nizza, nell'albo ribattezzata "lungomare dei Britanni"

La via romana n. VII, intasata da turisti luteziani diretti verso la costa, che Asterix e Obelix percorrono diretti verso Nizza (Nicae) è un riferimento alla moderna autostrada Autoroute A7; il lungomare della città, che i due successivamente visitano e che Asterix chiama "passeggiata dei Britanni", è un riferimento a quella che è oggi il celebre Lungomare degli Inglesi.
A Marsiglia (Massilia) appaiono alcuni frequentatori di un bar che aiutano i protagonisti con i volti di alcuni attori che appaiono nel film Marius, parte della cosiddetta trilogia marsigliese tratta dalle commedie del drammaturgo Marcel Pagnol: Raimu (parodiato nel personaggio di Cesare Labelladecadix, il padrone della locanda), Fernand Charpin, Paul Dullac e Robert Vattier. La scena in cui gli ultimi tre giocano a carte è un riferimento ad una scena del film. Successivamente costoro, per disturbare i Romani, inscenano una partita di bocce (nella variante provenzale del "pétanque"), gioco molto popolare in tutto il Sud della Francia. Nella tavola 20, allorché Asterix e Obelix, dirigendosi a Lione rubano il carro di un corriere postale e questi, furibondo, commenta con le parole "vi prometto che si parlerà ancora del corriere di Lugdunum!"; il riferimento è all'episodio di cronaca passato alla storia con il nome di Affaire du courrier de Lyon, che fu un celebre caso di errore giudiziario avvenuto nel 1796, all'epoca del Direttorio.
Nell'albo appaiono infine due celebri citazioni latine: la prima nella tavola 3, sulla bocca di un legionario intento a costruire la palizzata intorno al villaggio degli Irriducibili: "Exegi monumentum aere perennius", dalle Odi di Orazio. La seconda viene pronunciata dal personaggio di Treppiede (uno dei Pirati) nella tavola 40: "Victrix causa diis placuit sed victa Catoni", citazione dai Pharsalia del poeta Lucano.

### Riferimenti ad altri albi
Questo albo segna l'esordio di Idefix; inoltre appare nella ciurma dei pirati, per la prima e ultima volta il figlio del loro Capitano, Erix: nella storia seguente, Asterix e Cleopatra, viene lasciato da suo padre come pegno in un porto in cambio di una nuova nave, e in seguito non comparirà più nelle storie.
Si ha una delle prime apparizioni del fabbro Automatix (già visto marginalmente nel primo albo della serie, Asterix il gallico), ancora con un aspetto diverso dalla sua caratterizzazione definitiva, che assumerà solo a partire da Asterix e i Normanni. Da notare inoltre che il personaggio del centurione romano di Petibonum,perché è lo stesso che appare nella storia precedente, Asterix gladiatore: questo è l'unico caso in cui uno dei centurioni dei campi fortificati attorno al villaggio appare in più albi, anche se il riferimento nell'edizione italiana si perde, in quanto in Asterix gladiatore viene chiamato Nontelopus, mentre in questo il nome è Nongettopius. Nella tavola 4 Obelix chiede inoltre a Fiordilotus di salutare a Roma il suo "amico" Caius Ottusus, anch'egli personaggio visto in Asterix gladiatore.

## Storia editoriale
In Francia la storia fu serializzata inizialmente all'interno della rivista Pilote in cui apparve a puntate dal numero 172 (7 febbraio 1963) al 213 (21 novembre 1963); in seguito è stata pubblicata in albo cartonato nel 1965.
Attualmente l'albo viene ristampato dalla casa editrice Hachette Livre, che nel dicembre 2008 acquisì da Uderzo e da Anna Goscinny (figlia dello scomparso René) tutti i diritti sulle pubblicazioni di Asterix.

### Edizioni estere

#### Italia
In Italia l'albo fu pubblicato da Arnoldo Mondadori Editore nel giugno 1978, con più di dieci anni di ritardo rispetto all'edizione francese. Nel frattempo era già stato pubblicato l'albo Asterix in Corsica, in cui compaiono brevemente alcuni personaggi di Asterix e il giro di Gallia; questo fatto, insieme all'esordio di Idefix, apparve all'epoca come una discontinuità narrativa. La traduzione italiana nell'edizione Mondadori è di Alba Avesini. La Mondadori ha ristampato l'albo più volte nel corso degli anni; l'ultima edizione, condotta su quella francese di Hachette Livre, è della fine del 2011 e rispetto alle precedenti presenta, pur mantenendo invariata la traduzione, una copertina diversa, un nuovo lettering e una colorazione rinnovata; è inoltre caratterizzata dall'avere la sagoma di Asterix stampata in rosso sulla costa. Nel 1979 è stata pubblicata dalla Mondadori una versione tascabile in bianco e nero dell'albo, nella collana Oscar Mondadori.
La storia è stata inoltre pubblicata a puntate anche all'interno della rivista Il Giornalino (Edizioni San Paolo), nella quale è stata ristampata periodicamente. Tale edizione è basata su quella Mondadori, e presenta la stessa traduzione di Alba Avesini. Un'ulteriore edizione italiana dell'albo è stata quella pubblicata da Fabbri/Dargaud, datata febbraio 1982 e con una differente traduzione a cura di Daniela Magri.

#### In altre lingue
Il titolo originale dell'albo, Le Tour de Gaule d'Astérix, è stato tradotto come segue nelle diverse lingue in cui il fumetto è edito:
- catalano: La volta a la Gàl-lia d'Astèrix
- coreano: 아스테릭스와 골의 12보물 (Asteriks-wa golui 12bomul)
- danese: Gallien rundt
- finlandese: Asterix lyö vetoa
- inglese: Asterix and the Banquet
- latino: Iter Gallicum
- olandese: Asterix en de ronde van Gallia
- portoghese ( Portogallo): A Volta à Gália de Astérix
- portoghese ( Brasile): Uma volta pela Gália com Asterix
- spagnolo: La vuelta a la Galia de Asterix
- svedese: Gallien runt
- tedesco: Tour de France
- turco: Galya Turu